# Land of a Thousand Words
"Land of a Thousand Words" – drugi singel z drugiego albumu amerykańskiej grupy pop dance Scissor Sisters zatytułowanego Ta-Dah. Utwór został wydany w Wielkiej Brytanii i Irlandii 4 grudnia 2006 roku. Teledysk do utworu został wyreżyserowany przez Brumby Boylston i Chrisa Dooleya i jest hołdem dla filmu James Bond.

## Lista utworów
- 10" vinyl Picture disc

1. "Land of a Thousand Words" – 3:50

- UK CD single

1. "Land of a Thousand Words" – 3:50
2. "Land of a Thousand Words" (Junkie XL remix) – 5:17

- International CD single

1. "Land of a Thousand Words" – 3:50
2. "Hair Baby" – 4:06
3. "Land of a Thousand Words" (Junkie XL remix) – 5:17
4. "Land of a Thousand Words" (music video)

- UK iTunes digital single

1. "Land of a Thousand Words" – 3:50
2. "Land of a Thousand Words" (Sébastien Tellier's Run to the Sun Mix) – 3:57

## Oficjalne remiksy
1. "Land of a Thousand Words" (Junkie XL remix)
2. "Land of a Thousand Words" (Junkie XL remix edit)
3. "Land of a Thousand Words" (Sebastien Tellier's Run to the Sun Mix)

## Notowania
| Lista (2006)                   | Najwyższa pozycja |
| ------------------------------ | ----------------- |
| Australian Singles Chart       | 40                |
| Belgian Flanders Singles Chart | 4                 |
| Belgian Wallonia Singles Chart | 15                |
| Czech Singles Chart            | 55                |
| Dutch Singles Chart            | 60                |
| German Singles Chart           | 50                |
| Irish Singles Chart            | 44                |
| Italian Singles Chart          | 18                |
| Norwegian Singles Chart        | 18                |
| UK Singles Chart               | 19                |